# Тапакуло сірий
Тапакуло сірий (Scytalopus parkeri) — вид горобцеподібних птахів родини галітових (Rhinocryptidae).

## Поширення
Поширений уздовж східного схилу Анд на півдні Еквадору і на крайній півночі Перу. Мешкає у підліску гірських лісів, переважно на висоті від 2300 до 3300 метрів над рівнем моря.

## Опис
Самці важать від 21 до 24,4 г, а самиці від 18,8 до 22,3 г. Дорослі особини обох статей темно-сірі зверху і світло-сірі знизу. Поперек і круп коричневі. Нижня частина живота жовтувата, а боки та хриссум жовтуваті з чорнуватими смугами.